# Filaide
Filaide (in greco antico: Φιλαΐδαι?, Philaḯdai) era un demo dell'Attica situato nella Paralia.

## Collocazione
Si ritiene fosse collocato nella Paralia, sulla costa orientale, vicino al moderno centro di Vraona. Si è ipotizzato che il centro di questo demo si trovasse a ovest della basilica cristiana di questo centro.
Dato che si fa derivare il suo nome da quello di Fileo, figlio di Aiace Telamonio che si trasferì da Salamina a Braurone, è probabile che il demo di Filaide si trovasse vicino a quest'ultimo.

## Descrizione
Questo demo condivideva il suo nome con la famiglia dei Filaidi, della quale facevano parte Milziade e Cimone. Dato che il maggior centro di questa famiglia era Laciade, non si sa per certo perché Clistene abbia dato questo nome al demo: si sono fatte varie teorie, secondo le quali o i Filaidi disponevano di due centri, uno rurale e uno urbano (come gli Alcmeonidi), per affiancare alla consueta dimora anche un'abitazione in cui stare in caso di esilio, o questa strategia era studiata per diminuire il potere delle famiglie più potenti dividendole territorialmente.
Il reliquiario di Artemide presso Braurone si trovava sul suo territorio: ciò conferma il fatto che Clistene non abbia mai creato un demo denominato Braurone, in quanto quest'ultimo mai è menzionato in quanto demo ma solo come una delle dodici città di Cecrope unite sotto Teseo.